# سايلوم أدي
سايلوم أدي (بالتايلندية: สายลม อาดี) (مواليد 7 يوليو 1986) هو ملاكم تايلاندي، مثّل بلاده في الألعاب الأولمبية الصيفية في دورات 2008 و2012 و2016.

## روابط خارجية
سايلوم أدي على موقع اللجنة الأولمبية الدولية (الإنجليزية)
- سايلوم أدي على موقع أوليمبيديا (الإنجليزية)